# Séry-lès-Mézières
Pour les articles homonymes, voir Sery et Mézières.
Séry-lès-Mézières est une commune française située dans le département de l'Aisne, en région Hauts-de-France.

## Géographie

### Communes limitrophes
| Mézières-sur-Oise  | Châtillon-sur-Oise |             |
| Alaincourt         | Séry-les-Mézières  | Ribemont    |
| Brissy-Hamégicourt | Renansart          | Surfontaine |

La commune est située sur la route départementale qui relie La Fère à Origny-Sainte-Benoite entre les communes de Brissy-Hamégicourt et de Ribemont.

### Hydrographie
La commune est située dans le bassin Seine-Normandie. Elle est drainée par le canal de la commune de Mézières-sur-Oise, le canal de la Sambre à l'Oise, l'Oise, divers bras de l'Oise et un autre petit cours d'eau,.
Le canal de la commune de Mézières-sur-Oise est un canal, chenal non navigable de 11 km qui prend sa source dans la commune dedans la commune de Origny-Sainte-Benoite et se termines à Alaincourt, après avoir traversé neuf communes.
L'Oise prend sa source en Belgique, à 309 mètres d'altitude, dans l'ancienne commune de Forges et se jette dans la Seine à 20 mètres d'altitude, au Pointil en rive droite et en aval du centre de Conflans-Sainte-Honorine dans le département des Yvelines. D'une longueur 341 kilomètres, elle est presque entièrement navigable et bordée de canaux sur 104 kilomètres.
Le bras de Oise, d'une longueur de 17 km, prend sa source dans la commune de Châtillon-sur-Oise et se jette  dans l'Oise (rive gauche) à Achery, après avoir traversé huit communes.

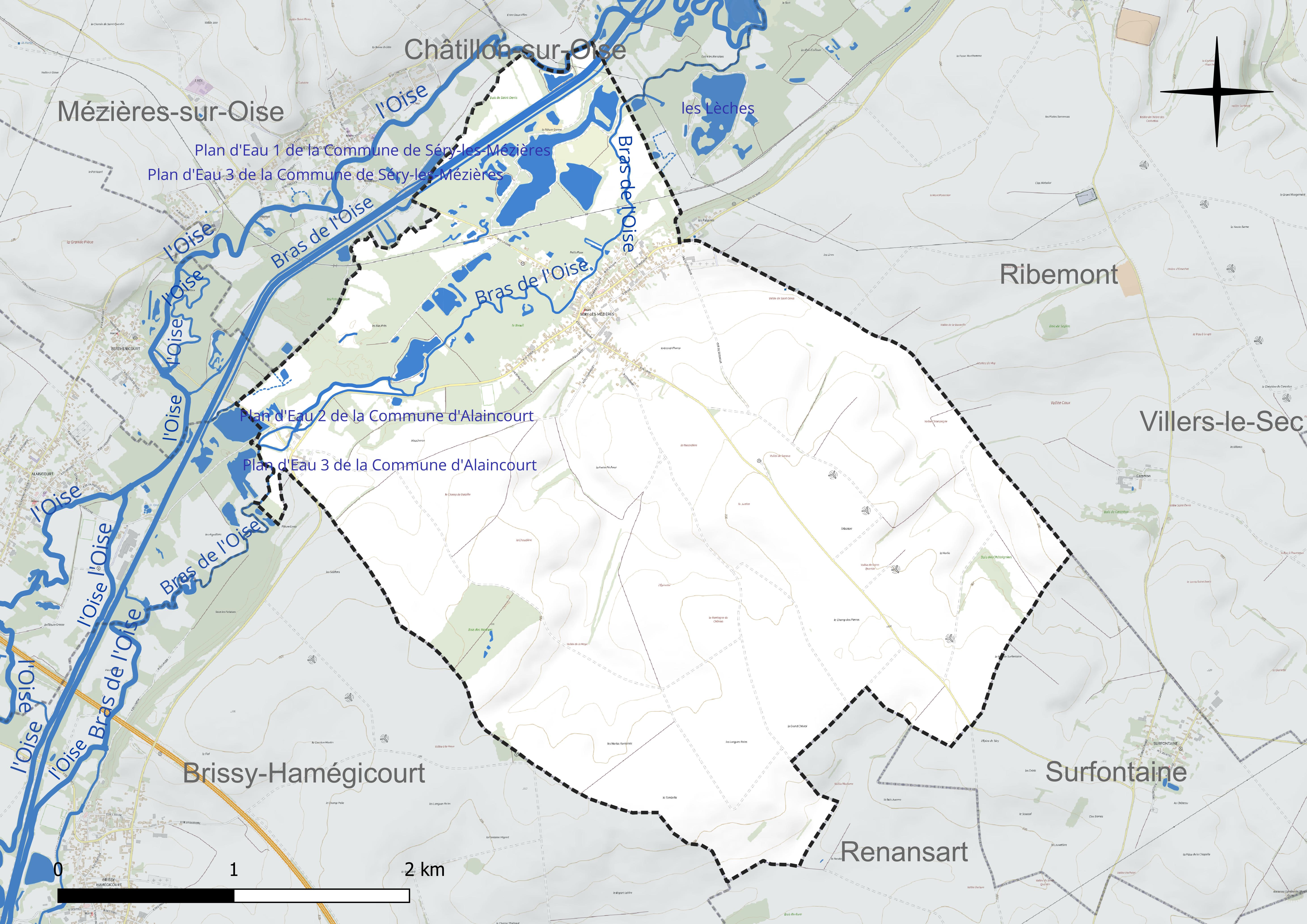
Réseau hydrographique de Séry-lès-Mézières.

Quatre plans d'eau complètent le réseau hydrographique : le plan d'eau 1 de la commune de Séry-les-Mézières (11,7 ha), le plan d'eau 2 de la commune d'Alaincourt, d'une superficie totale de 3,7 ha (0,4 ha sur la commune), le plan d'eau 2 de la commune de Séry-les-Mézières (3,8 ha) et le plan d'eau 3 de la commune de Séry-les-Mézières (0,7 ha),.

### Climat
Pour des articles plus généraux, voir Climat des Hauts-de-France et Climat de l'Aisne.
En 2010, le climat de la commune est de type climat océanique dégradé des plaines du Centre et du Nord, selon une étude du CNRS s'appuyant sur une série de données couvrant la période 1971-2000. En 2020, Météo-France publie une typologie des climats de la France métropolitaine dans laquelle la commune est exposée à un climat océanique altéré et est dans la région climatique Nord-est du bassin Parisien, caractérisée par un ensoleillement médiocre, une pluviométrie moyenne régulièrement répartie au cours de l'année et un hiver froid (3 °C).
Pour la période 1971-2000, la température annuelle moyenne est de 10,5 °C, avec une amplitude thermique annuelle de 14,8 °C. Le cumul annuel moyen de précipitations est de 698 mm, avec 11,4 jours de précipitations en janvier et 8,7 jours en juillet. Pour la période 1991-2020, la température moyenne annuelle observée sur la station météorologique la plus proche, située sur la commune de Fontaine-lès-Clercs à 15 km à vol d'oiseau, est de 10,8 °C et le cumul annuel moyen de précipitations est de 683,4 mm,. Pour l'avenir, les paramètres climatiques de la commune estimés pour 2050 selon différents scénarios d'émission de gaz à effet de serre sont consultables sur un site dédié publié par Météo-France en novembre 2022.

## Urbanisme

### Typologie
Au 1er janvier 2024, Séry-lès-Mézières est catégorisée bourg rural, selon la nouvelle grille communale de densité à 7 niveaux définie par l'Insee en 2022.
Elle est située hors unité urbaine. Par ailleurs la commune fait partie de l'aire d'attraction de Saint-Quentin, dont elle est une commune de la couronne,. Cette aire, qui regroupe 120 communes, est catégorisée dans les aires de 50 000 à moins de 200 000 habitants,.

### Occupation des sols
L'occupation des sols de la commune, telle qu'elle ressort de la base de données européenne d'occupation biophysique des sols Corine Land Cover (CLC), est marquée par l'importance des territoires agricoles (83,7 % en 2018), en diminution par rapport à 1990 (85,2 %). La répartition détaillée en 2018 est la suivante : 
terres arables (74,3 %), forêts (9,2 %), prairies (6,2 %), zones urbanisées (3,8 %), eaux continentales (3,3 %), zones agricoles hétérogènes (3,1 %).
L'évolution de l'occupation des sols de la commune et de ses infrastructures peut être observée sur les différentes représentations cartographiques du territoire : la carte de Cassini (XVIIIe siècle), la carte d'état-major (1820-1866) et les cartes ou photos aériennes de l'IGN pour la période actuelle (1950 à aujourd'hui).

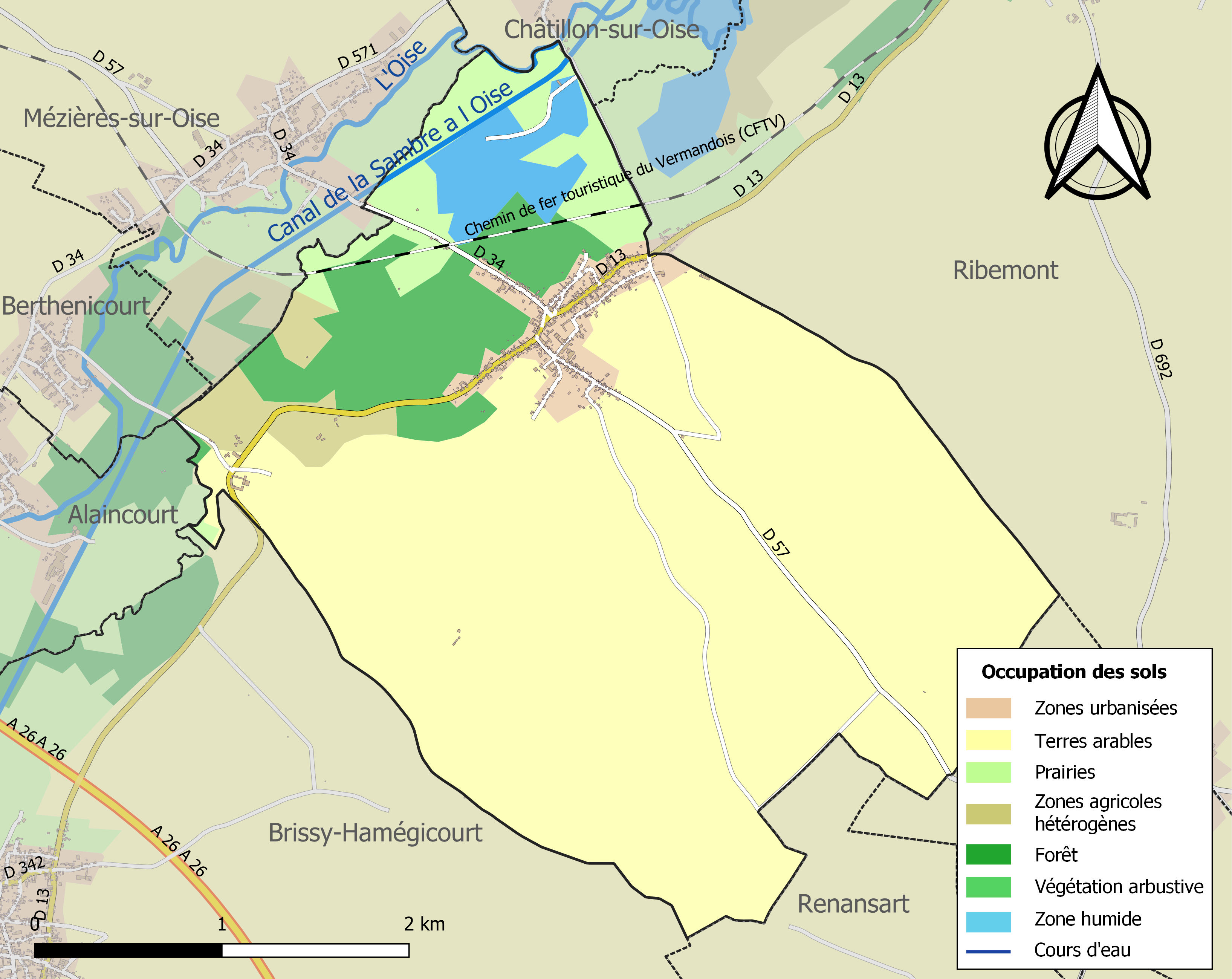
Carte de l'occupation des sols de la commune en 2018 (CLC).

## Toponymie
Le nom du village apparaît pour la première fois en 1104, sous la dénomination de Saeri puis Sariacus, Saircium, Seriacus, Sairiacum en 1168 dans un cartulaire de l'Abbaye d'Homblières ensuite Sairi, Séri, Sayri-Maizières, Séry-sur-Oise, Séry Maizières sur la Carte de Cassini au milieu du XVIIIe siècle puis l'orthographe actuelle Séry-lès-Mézières au XIXe siècle.
La préposition « lès » permet de signifier la proximité d'un lieu géographique par rapport à un autre lieu. En règle générale, il s'agit d'une localité qui tient à se situer par rapport à une ville voisine plus grande. La commune de Séry indique qu'elle se situe près de Mézières-sur-Oise .

## Histoire
|  |

La carte de Cassini montre qu'au XVIIIe siècle, Séry-lès-Mézières  est une paroisse située sur la rive gauche de l'Oise. Deux moulins à eau sont symbolisés par une roue dentée.

Le bourg est traversé par la route empierrée qui va de Guise à La Fère.

Au sud-est, de part et d'autre de l'Oise, Senersy était en 1870, une ferme avec un moulin à eau et une fabrique de sucre qui appartenait à Niay P. et F. Rous Compagnie.

Le nom du hameau est cité pour la première fois en 1168 sous le nom de Senersy puis Moulin de Senersy en 1709.
On ne connaît que deux seigneurs à Senercy. En 1142, Robert, chevalier de Senercy et en 1158 Raoul de Senercy. Cette noblesse est d'origine militaire.

### Passé ferroviaire du village
|  |  |  |

De 1874 à 1968, Séry-lès-Mézières a été desservie pour les voyageurs par la ligne de chemin de fer de Saint-Quentin à Guise. qui passait à l'est du village près du canal de la Sambre à l'Oise.
 La ligne passe au nord de la commune.
Chaque jour, cinq trains s'arrêtaient dans chaque sens devant cette gare  pour prendre les passagers qui se rendaient soit à Saint-Quentin, soit à Guise (voir les horaires) .
A une époque où le chemin de fer était le moyen de déplacement le plus pratique, cette ligne connaissait un important trafic de passagers et de marchandises. 
La gare en bois avant 1914, fut détruite par les Allemands en 1918; elle a été reconstruite dans les années 1920 en brique avec un étage.
À partir de 1950, avec l'amélioration des routes et le développement du transport automobile, le trafic ferroviaire pour les voyageurs a périclité et la gare a été fermée en 1968 ; elle est devenue actuellement une habitation, mais le trafic fret s'est poursuivi pour desservir les industries d'Origny-Sainte-Benoîte .
En 2024, la ligne est toujours en service par les trains de fret, mais elle n'est plus utilisée pour les voyageurs, que certains week-ends par le Chemin de fer touristique du Vermandois jusqu'à la gare d'Origny.

## Politique et administration

### Découpage territorial
La commune de Séry-lès-Mézières est membre de la communauté de communes du Val de l'Oise, un établissement public de coopération intercommunale (EPCI) à fiscalité propre créé le 1er janvier 2014 dont le siège est à Mézières-sur-Oise. Ce dernier est par ailleurs membre d'autres groupements intercommunaux.
Sur le plan administratif, elle est rattachée à l'arrondissement de Saint-Quentin, au département de l'Aisne et à la région Hauts-de-France. Sur le plan électoral, elle dépend du  canton de Ribemont pour l'élection des conseillers départementaux, depuis le redécoupage cantonal de 2014 entré en vigueur en 2015, et de la troisième circonscription de l'Aisne  pour les élections législatives, depuis le dernier découpage électoral de 2010.

### Administration municipale
| Période                                  | Période                       | Identité            | Étiquette | Qualité                         |
| ---------------------------------------- | ----------------------------- | ------------------- | --------- | ------------------------------- |
| Les données manquantes sont à compléter. |                               |                     |           |                                 |
| avant 1988                               | ?                             | André Richard       |           |                                 |
| mars 2001                                | mars 2008                     | Jean-Pierre Carlier |           |                                 |
| mars 2008                                | mai 2020                      | Roselyne Vanhoutte  | DVD       | Réélue pour le mandat 2014-2020 |
| mai 2020                                 | En cours (au 13 juillet 2020) | Stéphanie Gosset    |           |                                 |

## Démographie
L'évolution du nombre d'habitants est connue à travers les recensements de la population effectués dans la commune depuis 1793. Pour les communes de moins de 10 000 habitants, une enquête de recensement portant sur toute la population est réalisée tous les cinq ans, les populations de référence des années intermédiaires étant quant à elles estimées par interpolation ou extrapolation. Pour la commune, le premier recensement exhaustif entrant dans le cadre du nouveau dispositif a été réalisé en 2005.

En 2022, la commune comptait 602 habitants, en évolution de +2,73 % par rapport à 2016 (Aisne : −1,97 %, France hors Mayotte : +2,11 %).
| 1793 | 1800  | 1806  | 1821  | 1831  | 1836  | 1841  | 1846  | 1851  |
| ---- | ----- | ----- | ----- | ----- | ----- | ----- | ----- | ----- |
| 872  | 1 024 | 1 022 | 1 017 | 1 173 | 1 182 | 1 178 | 1 222 | 1 167 |

| 1856  | 1861  | 1866  | 1872  | 1876  | 1881  | 1886 | 1891  | 1896 |
| ----- | ----- | ----- | ----- | ----- | ----- | ---- | ----- | ---- |
| 1 252 | 1 244 | 1 255 | 1 157 | 1 142 | 1 035 | 975  | 1 025 | 972  |

| 1901 | 1906 | 1911 | 1921 | 1926 | 1931 | 1936 | 1946 | 1954 |
| ---- | ---- | ---- | ---- | ---- | ---- | ---- | ---- | ---- |
| 924  | 940  | 929  | 638  | 716  | 719  | 696  | 650  | 761  |

| 1962 | 1968 | 1975 | 1982 | 1990 | 1999 | 2005 | 2006 | 2010 |
| ---- | ---- | ---- | ---- | ---- | ---- | ---- | ---- | ---- |
| 766  | 748  | 708  | 650  | 644  | 627  | 652  | 651  | 635  |

| 2015 | 2020 | 2022 | - | - | - | - | - | - |
| ---- | ---- | ---- | - | - | - | - | - | - |
| 598  | 597  | 602  | - | - | - | - | - | - |

## Lieux et monuments
- L'église Saint-Martin. Dans l'église, deux plaques commémorant les morts de guerre.
- Le monument aux morts de la commune.
- Des calvaires, croix de chemin.
- Le manoir de Senerny - XIXe siècle - chambres d'hôtes 4 Épis.

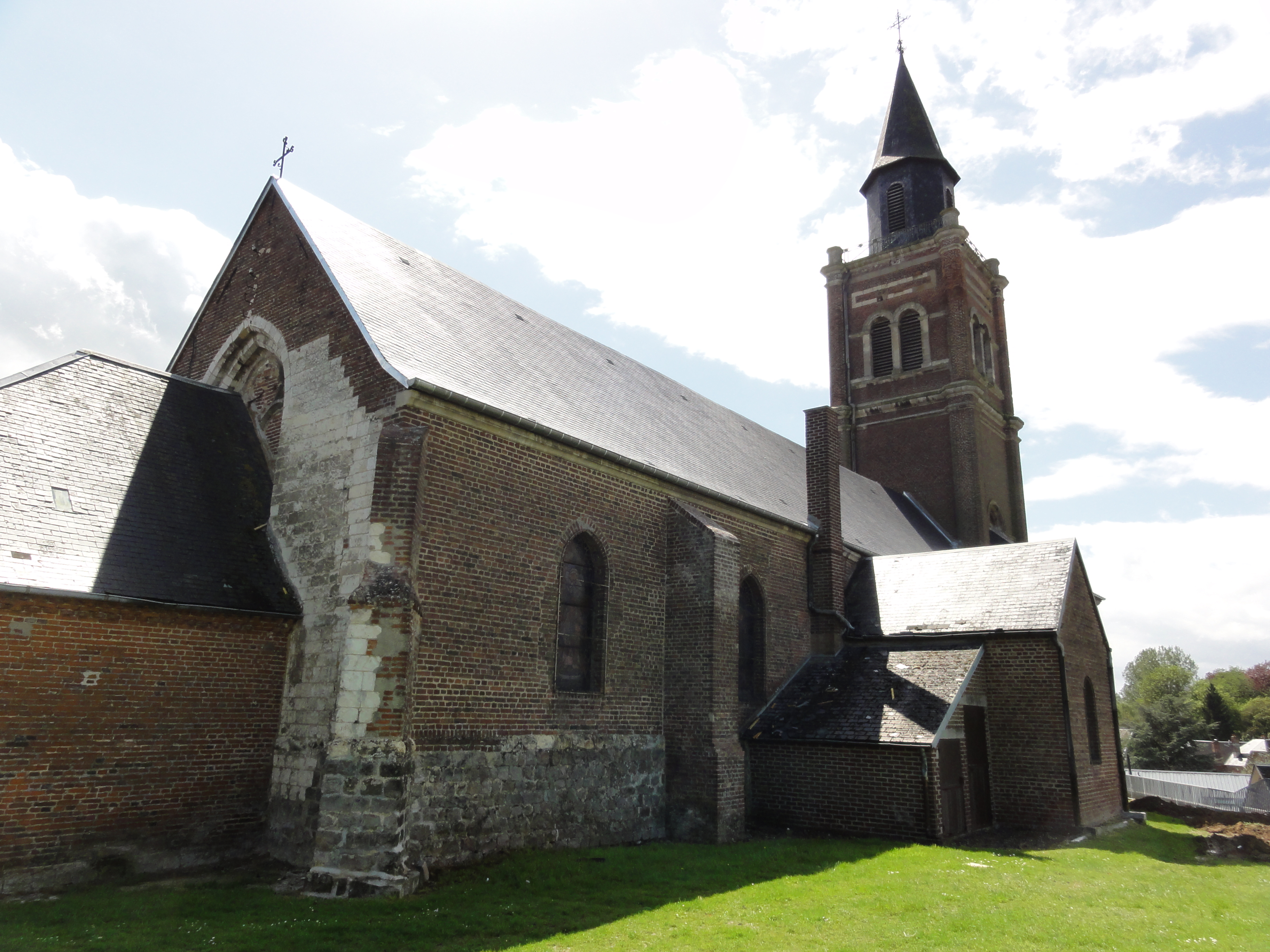
Église Saint-Martin.
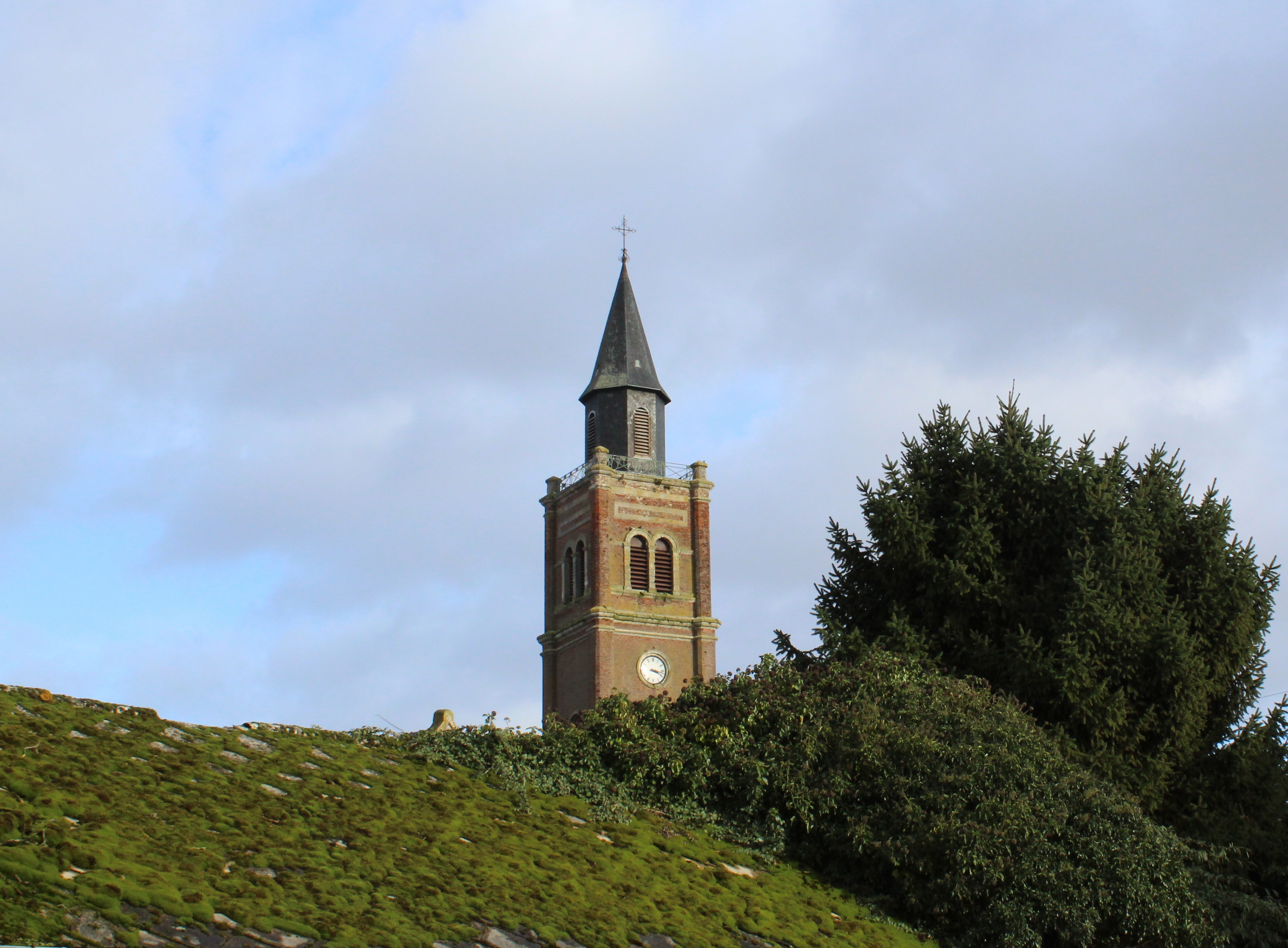
Le clocher de l'église.
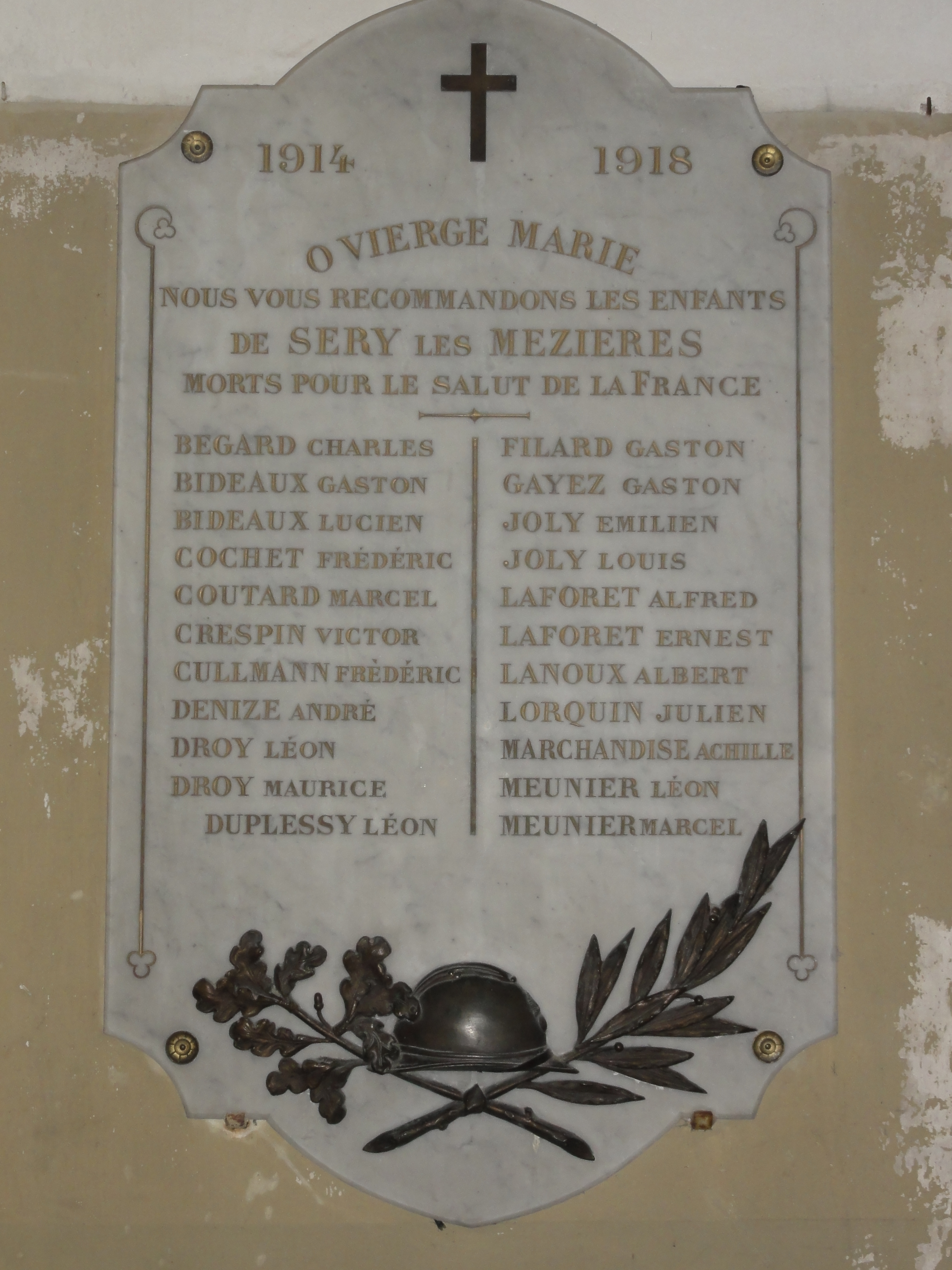
Plaque A-M monument aux morts dans l'église.
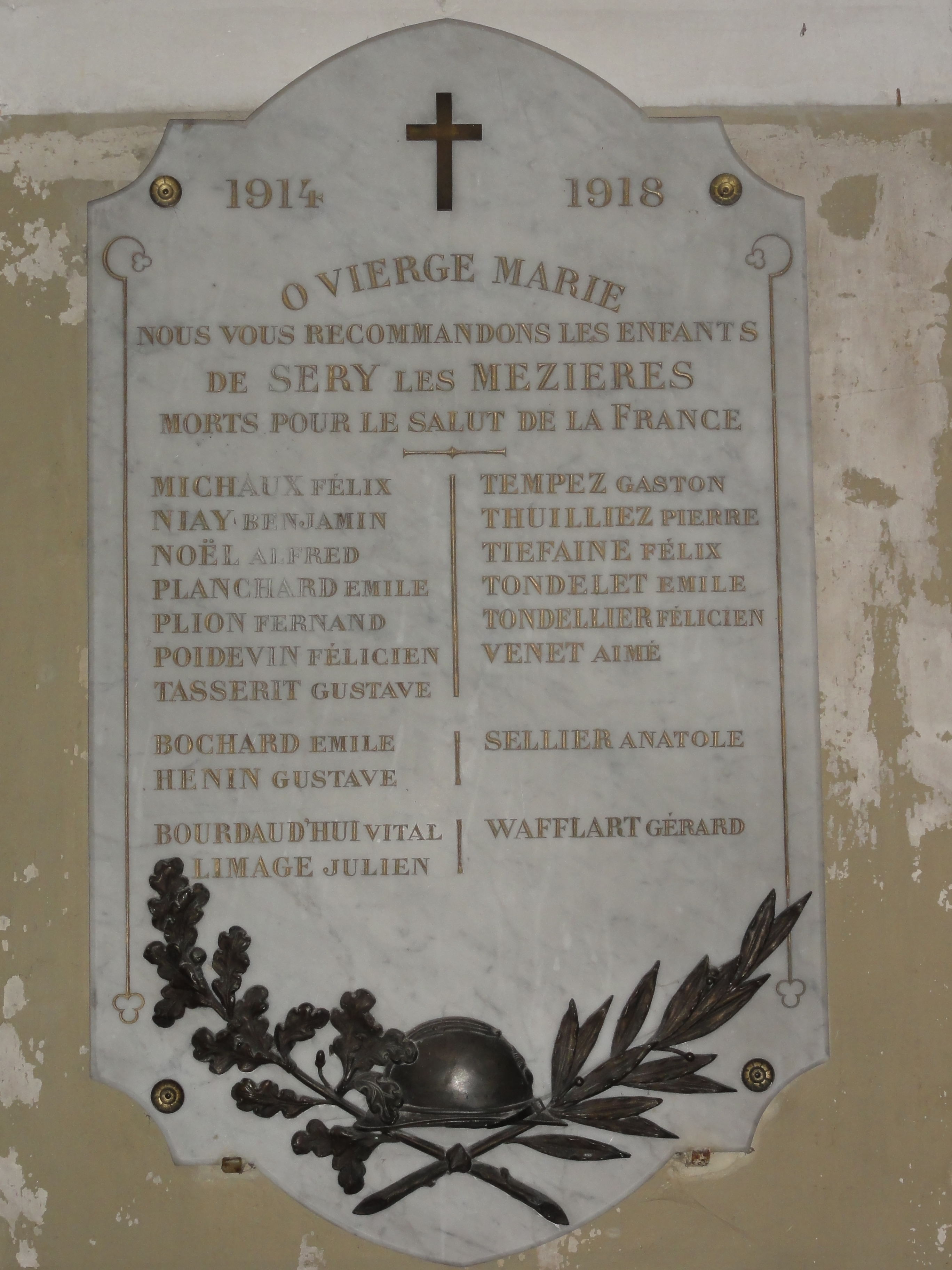
Plaque M-Z monument aux morts dans l'église.
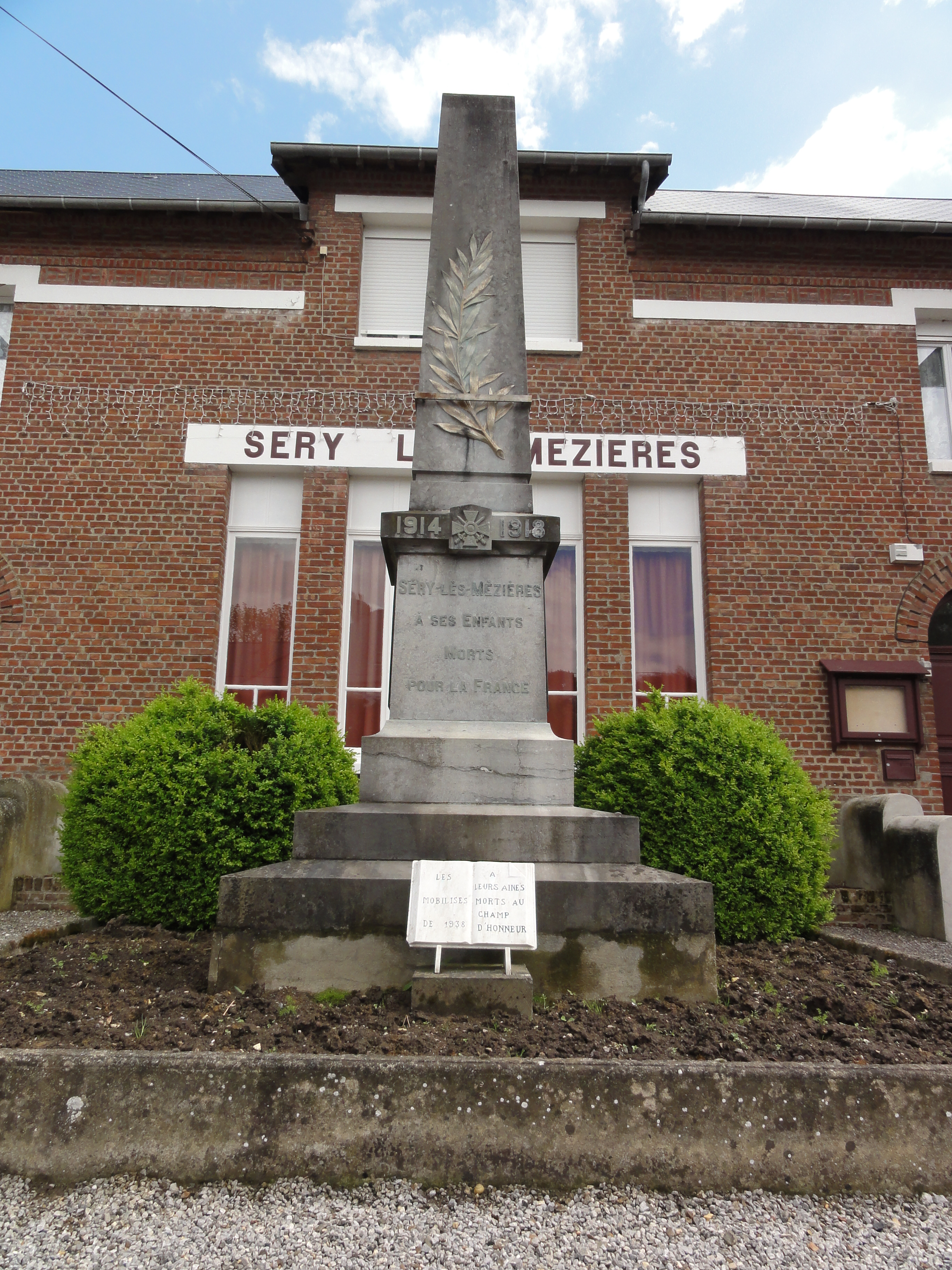
Monument aux morts de la commune.
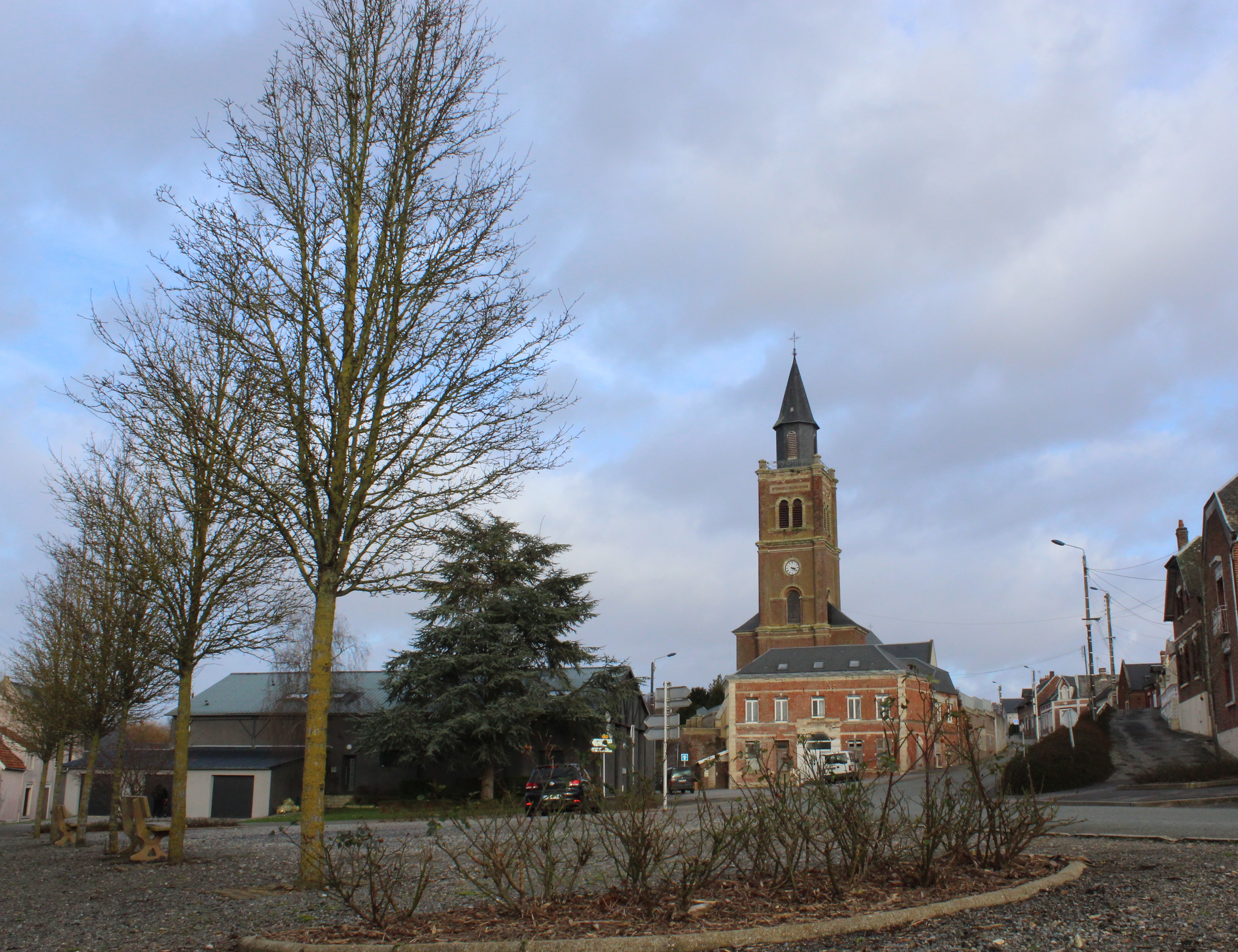
La place.
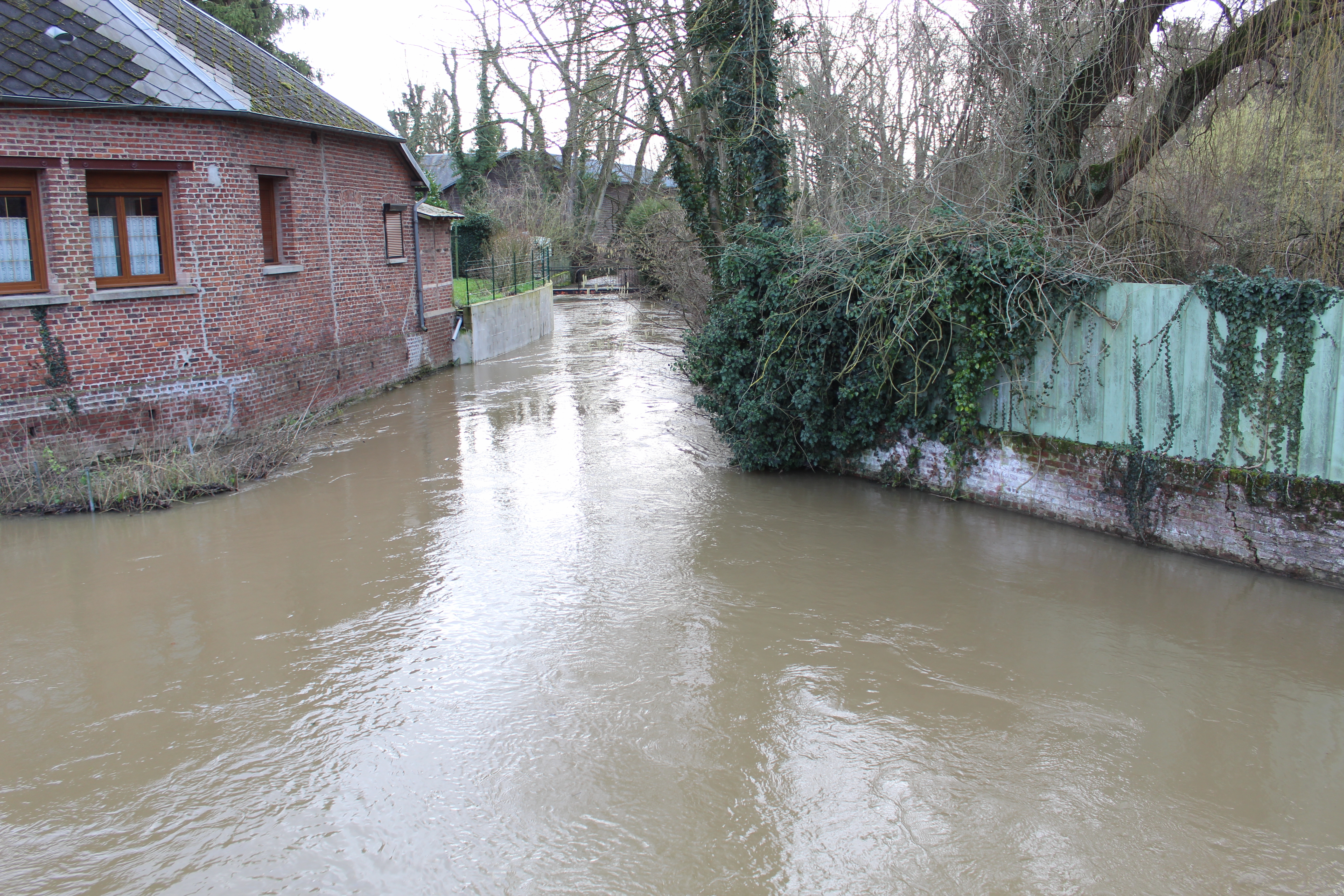
Un bras de l'Oise à Séry-les-Mézières.
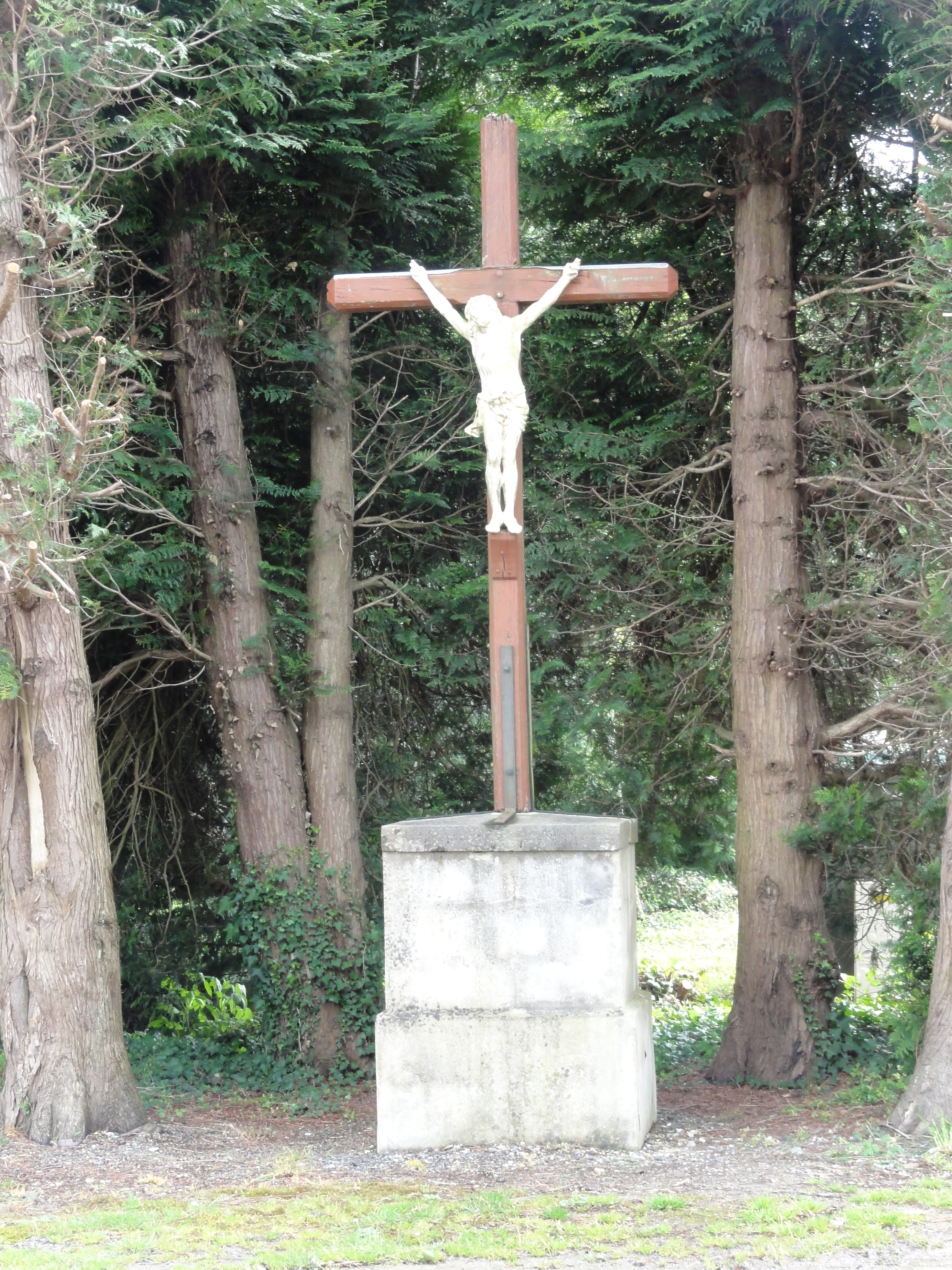
Une croix de chemin.

## Personnalités liées à la commune
- César Niay (1782-1849), homme politique né à Séry-lès-Mézières, maire de Ribemont de 1815 à 1822, député de l'Aisne de 1831 à 1833.